# КК Стеауа Букурешт
КК Стеауа Букурешт (рум. Steaua CSM București) је румунски кошаркашки клуб из Букурешта. У сезони 2015/16. такмичи се у Првој лиги Румуније и у Еврокупу.

## Успеси

### Национални
- Првенство Румуније:
  - Првак (21): 1956, 1958, 1959, 1960, 1961, 1962, 1963, 1964, 1966, 1970, 1978, 1980, 1981, 1982, 1984, 1985, 1986, 1987, 1989, 1990, 1991.

- Куп Румуније:
  - Победник (2): 1966, 1981.

## Познатији играчи
- Лука Дрча
- Урош Лучић
- Марко Мариновић
- Миљан Павковић
- Александар Рашић